# Heraclides de Milasa
Heraclides (llatí: Heracleides, en grec antic: Ἡρακλείδης) fou un ciutadà de Milasa, a Cària, que va comandar als grecs caris en la seva resistència afortunada contra els perses després de la revolta d'Aristàgores de Milet l'any 498 aC. Els perses, dirigits pels generals, Daurises, Amorges, i Sisimaces, van caure en una emboscada i van ser derrotats.